# اقیانوس ۲: پاسخ
اقیانوس ۲: پاسخ (به انگلیسی: Ocean 2: The Answer) نام شانزدهمین آلبوم استودیویی گروه پراگرسیو راک آلمانی الوی است که در تاریخ ۲ نوامبر ۱۹۹۸ منتشر شد.

## فهرست آهنگ‌ها
این آلبوم دارای ۸ قطعه است که کار آهنگسازی آنها را فرانک بورنمان (ترک‌های ۲-۸)، میشائیل گرلاخ (ترک‌های ۱ و ۴) و کلاوس پیتر ماتزیول (ترک‌های ۴ و ۷) انجام داده‌اند. کار تنظیم قطعات برعهدهٔ پیتر بکت بوده و ترانه‌سرایی آلبوم را فرانک بورنمان انجام داده است.
| شماره | نام                                  | مدت   |
| ----- | ------------------------------------ | ----- |
| ۱.    | «Between Future And Past»            | ۲:۴۲  |
| ۲.    | «Ro Setau»                           | ۷:۰۹  |
| ۳.    | «Paralysed Civilization»             | ۹:۲۸  |
| ۴.    | «Serenity»                           | ۳:۱۱  |
| ۵.    | «Awakening Of Consciousness»         | ۶:۰۳  |
| ۶.    | «Reflection From The Spheres Beyond» | ۱۲:۵۹ |
| ۷.    | «Waves Of Intuition»                 | ۴:۵۶  |
| ۸.    | «The Answer»                         | ۱۱:۱۹ |

## اعضا
اصلی
- فرانک بورنمان – خواننده، گیتار
- میشائیل گرلاخ – کیبورد
- کلاوس پیتر ماتزیول – گیتار بیس
- بودو شوف – درامز، پرکاشن

مهمان
- استیو مان – گیتار
- سوزانه شاتزله - همخوان